# 李韶 (北魏)
李 韶（り しょう、453年 - 524年）は、北魏の官僚。字は元伯。本貫は隴西郡狄道県。

## 経歴
李承の長男として生まれた。延興年間、中書学生となった。太和年間、姑臧侯の爵位を嗣ぎ、儀曹令に任じられた。車服羽儀の制度の改定に参与した。給事黄門侍郎に転じた。後に侯から伯に降封された。給事黄門侍郎のまま、大鴻臚卿を兼ねた。
孝文帝が洛陽遷都の計画を立てると、侍臣を召して古事を問わせたが、李韶は洛陽の地勢を讃えて、帝に喜ばれた。太子右詹事に転じた。まもなく詹事・秦州大中正となった。さらに安東将軍・兗州刺史として出向した。
宣武帝の初年、洛陽に召還されて侍中となり、七兵尚書を兼ねた。まもなく撫軍将軍・并州刺史に任じられた。501年（景明2年）、従弟の李伯尚（叔父の李輔の子）が咸陽王元禧の反乱に同調したため、李韶は并州での在任を禁止されて、洛陽に召還された。李韶自身は反乱の計画について知らなかったが、親族の罪に連座して官爵を剥奪された。長らく経って、将作大匠として再起し、朝儀や律令の制定に参与した。
506年（正始3年）、呂苟児が秦州で反乱を起こすと、李韶は撫軍将軍・西道都督・行秦州事となり、右衛将軍の元麗とともに軍を率いて反乱の討伐にあたった。反乱が鎮圧されると、李韶は正式に秦州刺史となり、爵位を回復した。後に洛陽に召還され、行定州事として赴任した。まもなく撫軍将軍のまま相州刺史に転じた。
孝明帝の初年、入朝して殿中尚書となり、行雍州事をつとめた。後に中軍大将軍・吏部尚書に任じられ、散騎常侍の位を加えられた。また冀州刺史として出向し、治績を挙げ、散騎常侍の位を加えられた。車騎大将軍の号を加えられ、辞退しようとしたが許されず、やむなく受けた。散騎常侍のまま、定州刺史に転じた。中山に赴任するにあたって、冀州の父老たちは李韶の転任を西境まで見送り、集まってその別れに涙した。524年（正光5年）4月、李韶は在官のまま死去した。享年は72。持節・侍中・散騎常侍・車騎大将軍・司空公・雍州刺史の位を追贈された。諡は文恭といった。永安年間に安城県開国伯に追封された。

## 子女
- 李璵（長男、字は道璠、後嗣、東魏の武定年間に驃騎大将軍・東徐州刺史）
- 李瑾（480年 - 528年、字は道瑜、司徒参軍、著作佐郎、龍驤将軍、通直散騎侍郎、河陰の変で殺害された）
- 李瓚（字は道璋、司徒参軍、神亀年間に死去した）

## 伝記資料
- 『魏書』巻39 列伝第27
- 『北史』巻100 列伝第88